# Phill Lewis
Phill Lewis, född 4 september 1968 i Arua, Uganda, är en amerikansk skådespelare, komiker och TV-regissör. Han är kanske mest känd för rollerna som Marion Moseby i Zack och Codys ljuva hotelliv (2005–2008) på Disney Channel, och som Maurice Legarche i Hitta Pappa (2009).

## Filmografi
| År        | Titel                                       | Roll               | Noter           |
| --------- | ------------------------------------------- | ------------------ | --------------- |
| 1986      | 227                                         | Ken                | 1 avsnitt       |
| 1986      | Hill Street Blues                           | Parker             | 1 avsnitt       |
| 1987      | Amen                                        | Marvin             | 1 avsnitt       |
| 1987      | Starman                                     | J.B.               | 1 avsnitt       |
| 1987-1988 | The Bronx Zoo                               |                    | 1 avsnitt       |
| 1987      | Frank's Place                               | Homer              | 2 avsnitt       |
| 1988      | Heathers                                    | Dennis             |                 |
| 1989      | TV 101                                      | Noah Hawkins       | 1 avsnitt       |
| 1989      | The Women of Brewster Place                 | Bottom             |                 |
| 1989      | A Different World                           | Sam Lee            | 4 avsnitt       |
| 1990      | Charles in Charge                           | Bernie             | 1 avsnitt       |
| 1991      | Brother Future                              |                    |                 |
| 1991      | City Slickers                               | Dr. Steven Jessup  |                 |
| 1991      | Full fart på internat                       | Teech              |                 |
| 1992      | Aces: Iron Eagle III                        |                    |                 |
| 1994      | Living Single                               | J.T.               | 1 avsnitt       |
| 1995-1998 | The Wayans Bros                             | T.C.               | 19 avsnitt      |
| 1995-1998 | Sister, Sister                              | Clifton McNair     | 3 avsnitt       |
| 1996      | Våra värsta år                              | George             | 1 avsnitt       |
| 1997      | The Drew Carey Show                         | Mike               | 1 avsnitt       |
| 1997-1998 | Sparks & Co.                                | Floyd Pitts        | 3 avsnitt       |
| 1998      | Working                                     | Bobby              | 1 avsnitt       |
| 1998      | Buffy och vampyrerna                        | Mr. Platt          | 1 avsnitt       |
| 1999      | The Pretender                               | Detektiv Meyers    | 1 avsnitt       |
| 1999      | Chicago Hope                                |                    | 2 avsnitt       |
| 1999      | Galen i dig                                 | Jim                | 1 avsnitt       |
| 1999      | Party of Five                               | Detektiv Danner    | 1 avsnitt       |
| 2000-2001 | Family Law                                  | Lawyer             | 3 avsnitt       |
| 2000      | It's a Shame About Ray                      | Mr. Scorcese       |                 |
| 2000      | Ally McBeal                                 | D.A. Kessler       | 1 avsnitt       |
| 2001-2006 | Yes, Dear                                   | Roy                | 10 avsnitt      |
| 2001      | Dharma & Greg                               | Mr. Wader          | 1 avsnitt       |
| 2002      | I Spy                                       |                    |                 |
| 2002      | The Third Wheel                             | Mitch              |                 |
| 2003      | Vänner                                      | Steve              | 3 avsnitt       |
| 2003      | Lizzie McGuire                              | Rektor Tweedy      | 3 avsnitt       |
| 2004      | Elvis Has Left the Building                 | Charlie            |                 |
| 2004      | Surviving Christmas                         |                    |                 |
| 2004      | 8 Simple Rules                              | Cop                | 1 avsnitt       |
| 2005      | Scrubs                                      | Hooch              | 5 avsnitt       |
| 2005      | Greener Mountains                           |                    |                 |
| 2005-2008 | Zack & Codys ljuva hotelliv                 | Marion Moseby      | 88 avsnitt      |
| 2005      | Kicking & Screaming                         | John Ryan          |                 |
| 2005-2007 | American Dad!                               | Duper              | 2 avsnitt       |
| 2006      | The Minor Accomplishments of Jackie Woodman | Jeff Dills         | 1 avsnitt       |
| 2006      | Monster Night                               | Carlton            |                 |
| 2006      | That's So Raven                             | Mr. Moseby         | 1 avsnitt       |
| 2007      | Brothers & Sisters                          | Peter Edwards      | 1 avsnitt       |
| 2007      | The Disney Channel Games                    |                    |                 |
| 2007      | How I Met Your Mother                       |                    | 1 avsnitt       |
| 2007      | Kim Possible                                |                    | 2 avsnitt, röst |
| 2008-2009 | The Suite Life on Deck                      | Mr. Moseby         | 31 avsnitt      |
| 2008      | Pretty Ugly People                          | Raye               |                 |
| 2009      | Hitta Pappa                                 | Maurice Legarche   |                 |
| 2009      | Special Agent Oso                           | Agent Wolfie       | 3 avsnitt       |
| 2009      | Regarding: Beauregard                       |                    |                 |
| 2009      | Hannah Montana                              | Marion Moseby      | 1 avsnitt       |
| 2009      | Magi på Waverly Place                       | Marion Moseby      | 1 avsnitt       |
| 2014      | Wish I Was Here                             |                    |                 |
| 2015      | Undateable                                  | Laurens pappa Phil | 1 avsnitt       |